# Mamerthes lycambes
Mamerthes lycambes là một loài bướm đêm trong họ Noctuidae.